# ロマン・トメトゥチェル国際空港
ロマンメトゥール国際空港（英: Roman Tmetuchl International Airport）は、パラオ共和国バベルダオブ島アイライ州にある国際空港である。2006年にパラオ国際空港（英: Palau International Airport）に名称変更されたが、どちらの名前も有効である。また、バベルダオブ空港やアイライ空港としても知られている。

## 概要

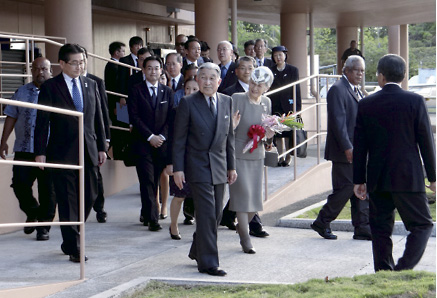
2015年4月8日、ロマン・トメトゥチェル国際空港を訪れた天皇（中央左）と美智子皇后（中央右）

パラオ唯一の国際空港で、旧首都のコロール郊外のバベルダオブ島アイライ州にある。昭和19年(1944年)に大日本帝国海軍が航空基地として建設したのがはじまりである。
戦後は民間飛行場となり、1984年に完成した旧ターミナルビルが手狭になった為、日本国政府の無償援助により、2003年3月に新しいターミナルが完成した。2018年、空港運営に双日ら日系企業3社が出資・参画を開始した。2022年5月8日、ターミナル増築と、既存のターミナル改修工事が完了し、記念式典が行われた。
国内線が運航されているほか、観光が盛んなパラオの国際空港らしく、グアムやマニラなどとの間に定期便が運航されている。また多数のチャーター便を運航されている。
滑走路の長さは7200 ft. / 2195 mと国際空港としては短いため、大型機の発着は不能であり、2015年4月の天皇・皇后のパラオ訪問では、日本国政府専用機（ボーイング747-400）が使用できず、民間機であるボーイング767によるチャーター機が使われた。

## 就航路線

### 旅客便
| 航空会社                 | 就航地                                                 |
| ------------------------ | ------------------------------------------------------ |
| ユナイテッド航空         | グアム、マニラ、東京/成田(2025年10月29日より就航予定） |
| チャイナエアライン       | 台北/桃園                                              |
| グレーターベイ航空       | 香港                                                   |
| カンボジア・エアウェイズ | マカオ                                                 |
| ナウル航空               | ポンペイ、マジュロ、タラワ、ナウル、ブリズベン         |
| カンタス航空             | ブリズベン                                             |

### 貨物便
| 航空会社                           | 就航地           |
| ---------------------------------- | ---------------- |
| アジア・パシフィック・エアラインズ | グアム、ヤップ島 |

2025年7月現在
運休・廃止路線
| 航空会社   | 就航地    |
| ---------- | --------- |
| デルタ航空 | 東京/成田 |

また、定期便の他にチャーター便も多数運航されており、コロナ禍前では日本の航空会社では日本航空やスカイマークが成田国際空港からチャーター便を運航していた。現在は日本航空のみチャーター運航を長期休暇期間中に行っており、2025年3月にも2往復分をB767-300ERで運航する予定。2025年10月29日より再開する。